# 42首練習曲及隨想曲
42首練習曲及隨想曲（法語：42 études ou caprices）是法國小提琴家兼作曲家克羅采的作品，創作於1796年，一直以來都被廣納作為學習小提琴的必備教材，也是作曲家最為人熟識的作品，相比之下，他所創作的19首小提琴協奏曲或室樂作品的知名度遠不及此。
最初出版時，只收錄40首作品，第13及第25首並沒有包括在內，由於部份其他早期版本有收錄此兩曲，後來在1889年的版本時，正式把這兩首都收入其中，令數目增至42首。作品涵蓋了小提琴種種的演奏技巧，包括弓法、指法、把位、雙音練習等，其中第1至23首、第25-31首只涉及單音旋律（第25及26首有雙音終結式），第24首及由第32首起則加入雙音練習。

## 樂曲列表
| - 第1首：a小調，持續的慢板 - 第2首：C大調，中庸的快版 - 第3首：C大調，中庸的快版 - 第4首：C大調，快板 - 第5首：E♭大調，中庸的快版 - 第6首：C大調，持續以頓音演奏的中板 - 第7首：D大調，急速的快板 - 第8首：E大調，不太過份的快板 - 第9首：F大調，中庸的快版 - 第10首：G大調，快板 - 第11首：E大調，行板 - 第12首：a小調，中庸的快版 - 第13首：A大調，中板 - 第14首：A大調，中板 | - 第15首：B♭大調，不太過份的快板 - 第16首：D大調，中板 - 第17首：B♭大調，莊重的 (中板) - 第18首：G大調，中板 - 第19首：D大調，中板 - 第20首：A大調，快板 - 第21首：b小調，持續清晰的中板 - 第22首：A♭大調，中板 - 第23首：B♭大調，慢板（如華彩樂段般） - 第24首：g小調，快板 - 第25首：G大調，中庸的快版 - 第26首：E♭大調，中板 - 第27首：d小調，中板 - 第28首：e小調，緩板 | - 第29首：D大調，中板 - 第30首：B♭大調，中板 - 第31首：c小調，甚快板 - 第32首：F大調，行板 - 第33首：F大調，行板 - 第34首：D大調，中板 - 第35首：E♭大調，進行曲風的中板 - 第36首：e小調，小快板 - 第37首：f小調，活潑的快板 - 第38首：D大調，中板 - 第39首：A大調，小快板 - 第40首：B♭大調，快板 - 第41首：F大調，慢板 - 第42首：d小調，快板（賦格曲） |

## 外部連結
- 42首練習曲及隨想曲：国际乐谱典藏计划上的乐谱